# Boucekelimus elongatus
Boucekelimus elongatus är en stekelart som beskrevs av Kim och La Salle 2005. Boucekelimus elongatus ingår i släktet Boucekelimus och familjen finglanssteklar. Inga underarter finns listade.